# Massimiliano Allegri
Massimiliano Allegri (ur. 11 sierpnia 1967 w Livorno) – włoski trener piłkarski, piłkarz występujący na pozycji pomocnika.

## Kariera piłkarska
Jako senior debiutował w barwach UC Cuoiopelli. Od 1985 występował w AS Livorno Calcio, które wtedy grało w Serie C1. Przeżył również krótki epizod w Pisie Calcio, z którą awansował do Serie A, jednak w kolejnym sezonie powrócił do Livorno. Następny rok spędził znów w C1, gdzie grał w Pavii. W 1991 został graczem Pescary Calcio, w barwach której grał zarówno w Serie A, jak i B. Dwa lata później przeszedł do Cagliari Calcio. Wtedy to drużyna ta grała nawet w Pucharze UEFA, gdzie doszła do półfinału. Następne lata spędził w: Perugii, Padovie, SSC Napoli, Pescarze i Pistoiese. Karierę zakończył w Aglianese Calcio.

## Kariera trenerska
Allegri trenowanie rozpoczął w 2004 roku, w klubie, w którym spędził ostatnie dwa lata swojej kariery – Aglianese Calcio, które występowało wtedy w Serie C2. Następnie przeniósł się ligę wyżej, gdzie był szkoleniowcem SPAL i US Grosseto.
W sierpniu 2007 został trenerem grającego w Serie C1 US Sassuolo. Drużyna ta od kilku lat miała ambicję na grę w Serie B. 27 kwietnia 2008 wywalczył z drużyną historyczny awans do Serie B.
29 maja 2008 objął stanowisko trenera Cagliari Calcio, na którym zastąpił Davide Ballardiniego. Pomimo fatalnego początku, kiedy to Cagliari przegrało pięć pierwszych spotkań pod wodzą nowego szkoleniowca, Allegri zachował swoje stanowisko. Później było już nieco lepiej, a drużyna plasowała się w środku tabeli. 9 grudnia, po zwycięstwie u siebie nad Città di Palermo trener przedłużył kontrakt do czerwca 2011. 13 kwietnia 2010 roku został zwolniony.
25 czerwca 2010 został trenerem Milanu, podpisując z klubem dwuletni kontrakt. Z funkcji tej został zwolniony 13 stycznia 2014 roku.
16 lipca 2014 roku został trenerem Juventusu, z którym podpisał dwuletni kontrakt. Zastąpił na stanowisku Antonio Conte, który niespodziewanie dzień wcześniej podał się do dymisji. Od sezonu 2014/2015 do sezonu 2017/2018 zdobywał mistrzostwo, czterokrotnie Puchar Włoch oraz dwukrotnie Superpuchar. Juventus pod jego wodzą dotarł też dwukrotnie do finału Ligi Mistrzów, gdzie uległ Barcelonie 1:3 (2015) oraz Realowi Madryt 1:4 (2017).
17 maja 2019 Juventus poinformował, że wraz z zakończeniem sezonu 2018/19 Allegri przestanie pełnić funkcję trenera drużyny. 28 maja 2021 klub z Turynu przekazał informację o powrocie Massimilaino Allegriego do klubu jako trener. 17 maja 2024 klub przekazał informację o zwolnieniu Allegriego ze stanowiska trenera pierwszej drużyny ze skutkiem natychmiastowym po wydarzeniach, jakie miało miejsce po finale Pucharu Włoch, rozegranym 14 maja 2024 roku na Stadio Olimpico w Rzymie, w którym drużyna Starej Damy wygrała 1:0 z Atalantą Bergamo.
29 maja 2025 roku ponownie został ogłoszony trenerem AC Milanu. 

## Statystyki kariery
Stan na 31 maja 2025.
| Drużyna              | Od         | Do         | Wyniki | Wyniki | Wyniki | Wyniki | Wyniki |
| Drużyna              | Od         | Do         | M      | Z      | R      | P      | Z%     |
| -------------------- | ---------- | ---------- | ------ | ------ | ------ | ------ | ------ |
| Aglianese Calcio     | 01.07.2003 | 30.06.2004 | 38     | 10     | 13     | 15     | 26,32  |
| SPAL                 | 01.07.2004 | 30.05.2005 | 40     | 13     | 15     | 12     | 32,50  |
| ASD US Grosseto 1912 | 19.07.2005 | 29.10.2005 | 13     | 3      | 6      | 4      | 23,08  |
| ASD US Grosseto 1912 | 17.04.2006 | 29.10.2006 | 17     | 4      | 9      | 4      | 23,53  |
| Sassuolo Calcio      | 17.07.2007 | 28.05.2008 | 42     | 23     | 6      | 13     | 54,76  |
| Cagliari Calcio      | 29.05.2008 | 13.04.2010 | 74     | 27     | 15     | 32     | 36,49  |
| AC Milan             | 25.06.2010 | 13.01.2014 | 178    | 91     | 49     | 38     | 51,12  |
| Juventus             | 16.07.2014 | 30.05.2019 | 271    | 191    | 43     | 37     | 70,48  |
| Juventus             | 01.07.2021 | 17.05.2024 | 149    | 80     | 34     | 35     | 53,69  |
| Łącznie              | Łącznie    | Łącznie    | 822    | 442    | 190    | 190    | 53,77  |

## Osiągnięcia

### Trenerskie
Sassuolo Calcio
- Awans do Serie B: 2008

AC Milan
- Mistrzostwo Włoch: 2011
- Wicemistrzostwo Włoch: 2012
- 3. miejsce w Serie A: 2013
- Superpuchar Włoch: 2011

Juventus
- Mistrzostwo Włoch: 2015, 2016, 2017, 2018, 2019
- 3. miejsce w Serie A: 2024
- Puchar Włoch: 2015, 2016, 2017, 2018, 2024
- Finał Pucharu Włoch: 2022
- Superpuchar Włoch: 2015, 2018
- Finał Ligi Mistrzów: 2015, 2017